# Carteroniella macroclava
Carteroniella macroclava là một loài nhện trong họ Clubionidae. Chúng được Embrik Strand miêu tả năm 1907, và chỉ được tìm thấy ở Nam Phi.